# Kannamangalam
Kannamangalam es una ciudad censal situada en el distrito de Alappuzha en el estado de Kerala (India). Su población es de 23344 habitantes (2011). Se encuentra a 39 km de Alappuzha.

## Demografía
Según el censo de 2011 la población de Kannamangalam era de 23344 habitantes, de los cuales 10873 eran hombres y 12471 eran mujeres. Kannamangalam tiene una tasa media de alfabetización del 95,91%, superior a la media estatal del 94%: la alfabetización masculina es del 97,10%, y la alfabetización femenina del 94,89%.